# Christoph Möckli

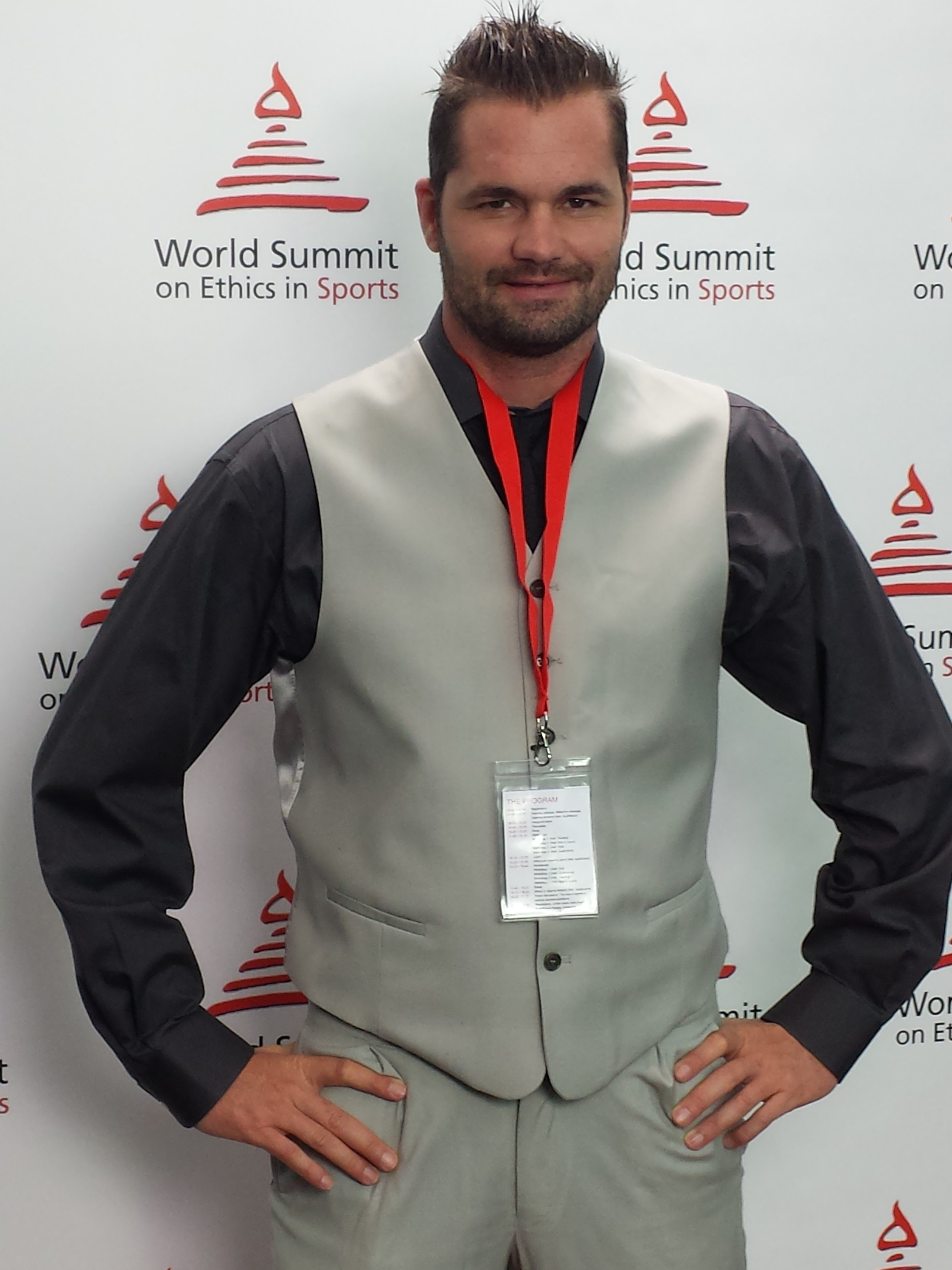
Christoph Möckli

Christoph Möckli (* 22. August 1977 in Diessenhofen) ist ein Schweizer Motocrossfahrer.

## Karriere
Möckli fuhr sein erstes Rennen im Alter von acht Jahren in Bernhardzell beim Schweizerischen Jugend-Moto-Cross-Club Schönenberg. Danach nahm er an den Rennen der FMS teil und bestritt die UEM Europameisterschaft. Erst später fuhr er im SAM und dessen Dachverband IMBA. Er gewann 2004 und 2005 die IMBA-Europameister- und mehrmals die SAM-Schweizermeisterschaft im Motocross. Von 2002 bis 2009 war er Red Bull Athlet. Unterdessen betrieb er unter anderem eine Motocross-Schule (MX-Academy).
Von 2010 bis 2015 fährt Möckli im mittleren Osten internationale Motocross Rennen und baut die MX-Academy mit dem Standort Dubai weiter aus. Seit 2016 betreibt er einen offiziellen Honda Stützpunkt, einen Motocross Shop  und betreut das Honda Motocross Team der Schweiz. Möckli unterrichtet seit 2016 Motocross fahren für Kinder ebenfalls an öffentlichen Schulen.
Ab Ende 2019 übernimmt Möckli zudem den Familienbetrieb mit Kies- und Betonwerk und gründet damit eine neue AG – Möckli Beton AG.

## Persönliches
Möckli ist in Schlatt TG aufgewachsen. Er war nach der Primarschule und Sekundarschule ein Jahr an der High School in den Vereinigten Staaten. Danach hat er in Langenthal bei der Firma Ammann Group eine Ausbildung zum Baumaschinenmechaniker absolviert.